# 隔代教養
隔代教養（英語：Skipped generation families）又稱為隔代教養家庭，廣義上指的是，祖父母輩乃至任何非孩子父母輩的人於適當的時間點，適度的肩負起對孫子女的教養與照顧責任。至於狹義的隔代教養，指的是祖父母取代孫子女的父母親，擔負起大部分對於孫子女的教養暨照顧責任，孫子女的父母只在少許時候與其孩子接觸，無法落實或幾乎放棄對孩子的照顧。
隔代教養早在農業社會就存在，但是其型態與原因與今日有諸多不同。現今社會的隔代教養家庭，許多是因為家庭結構變動所致，例如：父母離異、死亡、工作型態、物質濫用、入獄服刑或是其他個人因素等。
在臺灣的南部地區，此類隔代教養的現象十分頻繁（例如：嘉義縣及雲林縣），主要因為缺乏就業機會，使得父母必須到外縣市討生活，而將其子女托育給孩子的祖父母。

## 文獻來源
1. 1 2  立仁國小 簡維昌. . 教育瞭望台.   [2018-09-24]. （原始内容存档于2018-03-03） （中文）.
2. ↑  . 嬰兒與母親. 1980-01-01  [2018-09-24]. （原始内容存档于2021-08-02） （中文）.
3. 1 2  邱珍琬. . 家庭教育與諮商學刊. 2010-06-01, (8): 33–66  [2018-09-24]. ISSN 1992-4461. doi:10.6472/JFEC.201006.0033. （原始内容存档于2018-09-24） （中文）.
4. ↑  .   [2018-09-24]. （原始内容存档于2014-01-21）.
5. ↑  . PeoPo 公民新聞.   [2018-09-24]. （原始内容存档于2018-09-24） （中文）.

## 延伸閱讀
- 王舒芸（中正大學社會福利學系副教授）、張家卉（中正大學社會福利學系研究所博士生）、黃喬鈴（中正大學社會福利學系研究所碩士生）、陳政隆（中正大學社會福利學系研究所碩士生）、王筱筑（中正大學社會福利學系研究所碩士生）.  (PDF). 中華民國衛生福利部社會及家庭署. 2015-12-30  [2022-07-29]. （原始内容 (PDF)存档于2018-09-24）.

## 外部連結
- Google Scholar：隔代教養